# Jacek Czyż

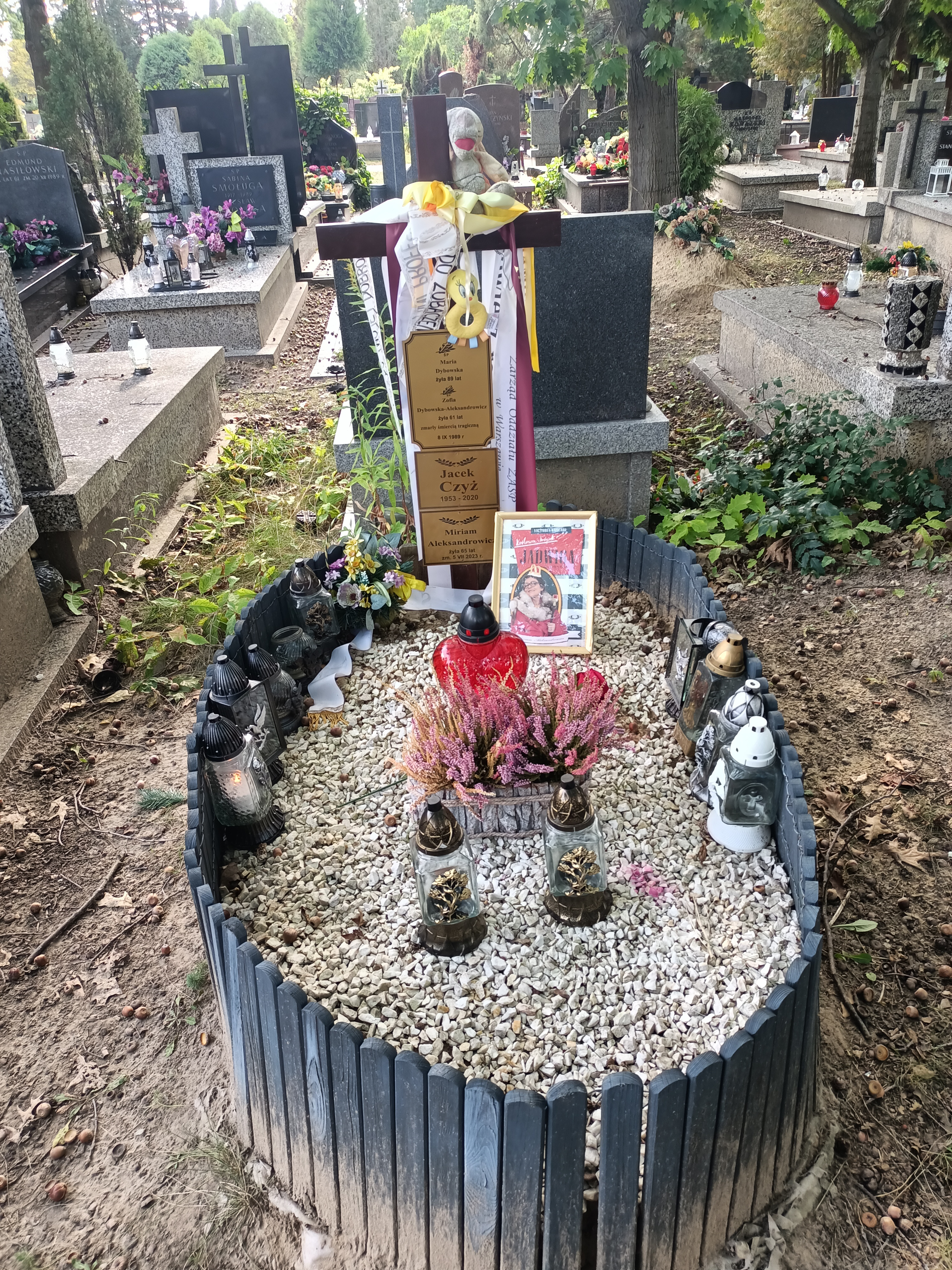
Grób Jacka Czyża na Cmentarzu Komunalnym Północnym w Warszawie

Jacek Krzysztof Czyż (ur. 19 lipca 1953 w Sosnowcu, zm. 24 lipca 2020 w Warszawie) – polski aktor teatralny, filmowy i dubbingowy.

## Życiorys
W 1981 wystąpił na koncercie premierowym XIX Krajowego Festiwalu Piosenki Polskiej w Opolu, wykonując piosenkę „Kawalkady gniewnych Don Kichotów”, autorstwa Piotra Łosowskiego.
W 2017 zakończył karierę z powodu udaru mózgu. W tym samym roku wykryto u niego nowotwór prostaty z przerzutami do kości. 24 lipca 2020 aktor zmarł w wieku 67 lat po długiej walce z chorobą. Pochowany na cmentarzu komunalnym Północnym w Warszawie (kwatera W-VI-5-7-11).

## Życie prywatne
Ze związku z Hanną Orsztynowicz miał syna Aleksandra.
13 kwietnia 2019 wziął ślub ze swoją wieloletnią partnerką Miriam Aleksandrowicz.

## Życiorys
Absolwent XXV Liceum Ogólnokształcącego im. Józefa Wybickiego w Warszawie, w 1977 roku ukończył studia na PWST w Warszawie. Występował w następujących teatrach:
- Teatr Komedia w Warszawie
- Teatr Narodowy w Warszawie
- Teatr Nowy

## Filmografia
- 1976: Polskie drogi – kolega Jadzi Żychlińskiej (odc. 5)
- 1977: Akcja pod Arsenałem – wartownik
- 1978: ...Gdziekolwiek jesteś panie prezydencie...
- 1979: Ich – dann eine Weile nichts (film telewizyjny, prod. NRD)
- 1980: Miś – urzędnik na lotnisku Heathrow rozmawiający z byłą żoną Ochódzkiego i rozdzierający przy niej papier
- 1981: Najdłuższa wojna nowoczesnej Europy (odc. 13)
- 1982: Życie Kamila Kuranta – Zygmunt Stukonis
- 1986: Bohater roku – recepcjonista Władek robiący interesy z Danielakiem
- 1987: Misja specjalna
- 1987: Między ustami a brzegiem pucharu – Jan Chrząstkowski
- 1999: Ogniem i mieczem –  pijany szlachcic w obozie Wiśniowieckiego (głos; rola Andrzeja Grabowskiego)[4]
- 1999–2008: Klan –
  - menel pijący z Zenkiem Kwiatkowskim wódkę na skwerku (odc. 273),
  - menel Boguś (odc. 1464, 1481)
- 2000: Przeprowadzki – starosta na weselu Róży i Cześka (odc. 2)
- 2007: Dwie strony medalu –
  - menel (odc. 89,90),
  - Mizerski, ojciec Karoliny (odc. 108, 112)
- 2008: Pitbull – Władysław Grzelak (odc. 18)
- 2008: Ego – sprzedawca w sex-shopie
- 2009: Samo życie (odc. 1395)
- 2009–2011: Plebania –
  - menel (odc. 1356-1357, 1376, 1418),
  - Włodziu (odc. 1705-1707, 1718-1719, 1721)
- 2010: Szpilki na Giewoncie – góral (odc. 9)
- 2010: Wiolonczelista (film krótkometrażowy)
- 2013: Przyjaciółki – uczestnik spotkania AA (odc. 17-18)
- 2013-2014: Ojciec Mateusz –
  - stróż (odc. 117),
  - Zbigniew Ratajski (odc. 158)
- 2015: Nie rób scen – bezdomny Kazio (odc. 13)
- 2017: Wojenne dziewczyny – żebrak na dworcu (odc. 1)